# Hannes Alfvén

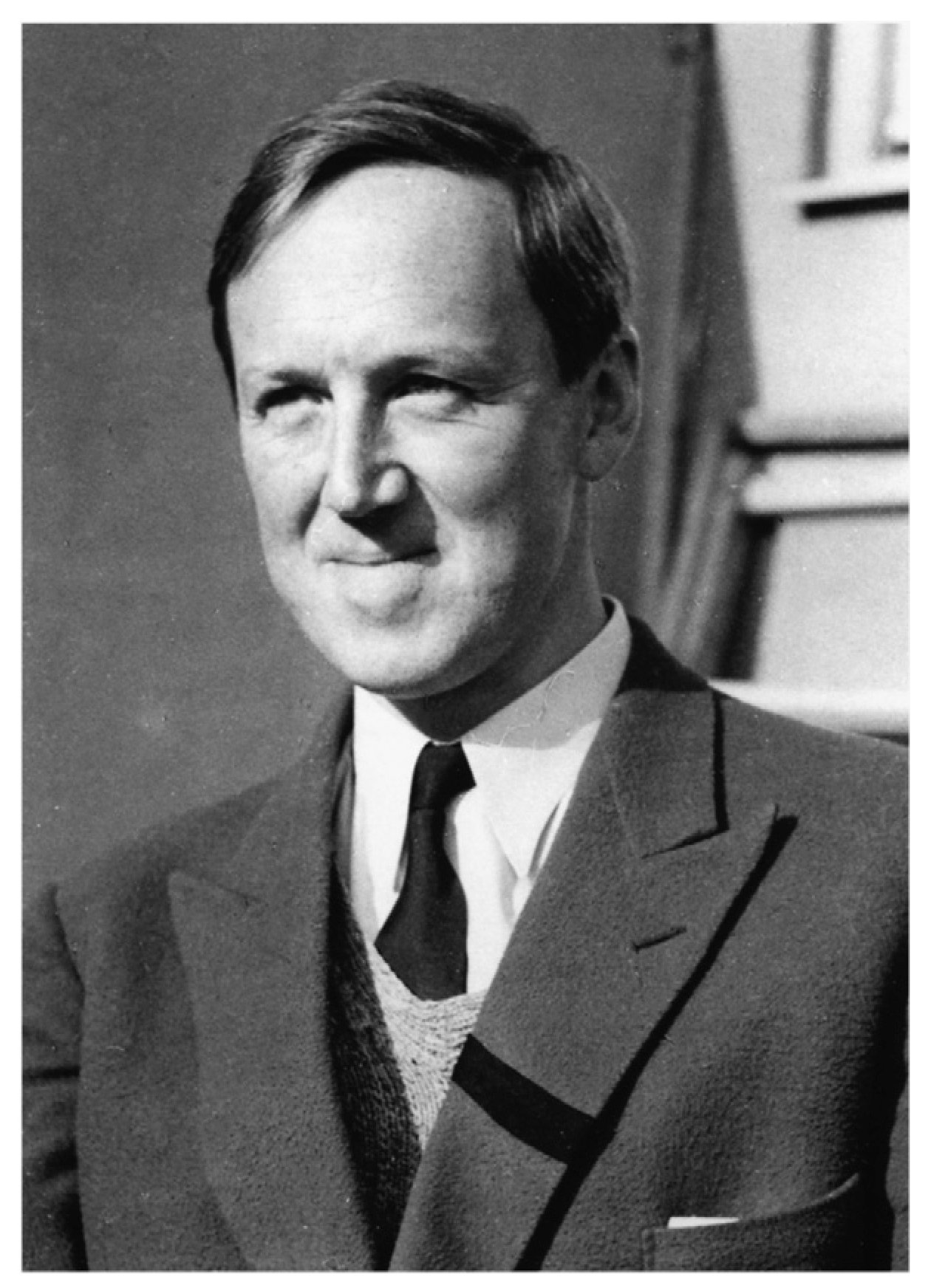
Hannes Alfvén (1942)

Hannes Olof Gösta Alfvén [ˌhanːəs alˈveːn] (* 30. Mai 1908 in Norrköping; † 2. April 1995 in Djursholm; Pseudonym Olof Johannesson) war ein schwedischer Physiker. Er erhielt 1970 den Physik-Nobelpreis für „seine grundlegenden Leistungen und Entdeckungen in der Magnetohydrodynamik mit fruchtbaren Anwendungen in verschiedenen Teilen der Plasmaphysik“.

## Leben
Hannes Alfvén wurde 1908 in Norrköping geboren. Seine Eltern, Johannes Alfvén und Anna-Clara Romanus, waren beide praktizierende Ärzte. Sein Onkel Hugo Alfvén war ein bekannter Komponist und Dirigent.
Von 1926 an studierte Alfvén Physik und Philosophie an der Universität Uppsala, 1934 erhielt er dort einen Doktortitel für seine Untersuchung der ultrakurzen elektromagnetischen Wellen. Noch im selben Jahr begann er als Physik-Dozent an seiner Universität zu unterrichten. 1937 bekam er eine Stelle am Nobel-Institut für Physik in Stockholm, 1940 wurde er am Königlichen Institut für Technologie zum Professor für elektromagnetische Theorie und elektrische Messungen berufen.
1935 heiratete Alfvén Kerstin Maria Erikson, Tochter des Ingenieurs Rolf Erikson und dessen Frau Maria Uddenberg. Zusammen zogen sie fünf Kinder groß, darunter die Schriftstellerin Inger Alfvén.
Alfvén war unter anderem Mitglied der Königlich Schwedischen Akademie der Wissenschaften (Stockholm); er war außerdem einer der wenigen Wissenschaftler seiner Zeit, welche gleichzeitig Mitglied der amerikanischen und der sowjetischen Akademie der Wissenschaften waren.
1995 starb Alfvén im Alter von 86 Jahren.
Die Alfvén-Wellen (mechanische Wellen im Inneren von Plasma), die alfvénsche Näherung und die Alfvén-Geschwindigkeit sind nach ihm benannt, und auch der Asteroid (1778) Alfvén erhielt seinen Namen zu Ehren seiner Verdienste für die Astrophysik.

## Werk
Alfvén untersuchte ab 1939 die Entstehung von Polarlichtern und magnetischen Stürmen sowie den Einfluss von Magnetfeldern bei der Bildung des Sonnensystems. Er spielte eine zentrale Rolle bei der Erforschung der Plasmaphysik, geladener Partikel-Strahlen, interplanetarer Physik, magnetosphärischer Physik sowie des von ihm maßgeblich geprägten Gebiets der Magnetohydrodynamik (siehe zum Beispiel alfvénsches Theorem).
Bekannt wurde er auch als Gegner der Urknall-Theorie: Alfvén vertrat bereits 1963 die später bestätigte Theorie, das Universum enthielte eine weiträumige, faserartige Struktur (Filamente), was für ihn klar gegen einen Urknall sprach. Er hielt die Idee eines Plasma-Universums für die plausibelste, sie konnte sich aber nicht durchsetzen.
Obwohl Alfvén im Laufe seines Lebens zahlreiche Auszeichnungen erhielt, wurden seine Ideen lange Zeit von der Fachwelt ignoriert oder abgelehnt. Alfvén war oft gezwungen, seine wissenschaftlichen Abhandlungen in unbedeutenden Fachzeitschriften zu veröffentlichen; insbesondere die Kritik des angesehenen britischen Astronomen und Geophysikers Sydney Chapman an seinen Theorien zur magnetosphärischen Physik machte es Alfvén schwer, Unterstützung für seine Arbeit zu bekommen. Selbst heute noch ist nur wenigen Physikern bekannt, wie viele Bereiche der Physik durch seine Arbeit geprägt wurden, und welche Erkenntnisse seinen Forschungen zu verdanken sind.

## Auszeichnungen
Alfvén erhielt 1970 den Physik-Nobelpreis „für seine grundlegenden Leistungen und Entdeckungen in der Magnetohydrodynamik mit fruchtbaren Anwendungen in verschiedenen Teilen der Plasmaphysik“. Außerdem erhielt er folgende weitere Auszeichnungen:
- Mitglied der American Academy of Arts and Sciences (1962)[2]
- Mitglied der National Academy of Sciences (1966)
- Goldmedaille der Royal Astronomical Society (1967)
- Goldmedaille des Franklin-Instituts (1971)
- Lomonossow-Goldmedaille der sowjetischen Akademie der Wissenschaften (1971)
- Mitglied der American Philosophical Society[3]
- William Bowie Medal der American Geophysical Union (1988)

Ihm zu Ehren ist der Hannes-Alfvén-Preis für Plasmaphysik der Europäischen Physikalischen Gesellschaft benannt.

## Bibliographie
Neben seinen wissenschaftlichen Veröffentlichungen verfasste Alfvén auch populärwissenschaftliche Bücher, einige davon zusammen mit seiner Frau:
- Saga vom grossen Computer. Ein Rückblick aus der Zukunft. Limes-Verlag, Wiesbaden 1970, DNB 454557930.
- M 70. Die Menschheit der siebziger Jahre. 174 Seiten, Suhrkamp-Taschenbuch, Frankfurt 1972, ISBN 3-518-36534-7.
  - Zuerst auf schwedisch: Hannes und Kerstin Alfvén: M-70. Albert-Bonniers-Förlag, Stockholm 1969.
- Atome, Mensch und Universum. Die lange Kette der Komplikationen. Suhrkamp, Ffm. 1984, ISBN 3-518-36639-4.
- Kosmologie und Antimaterie. Über die Entstehung des Weltalls. 2. Auflage. Umschau-Verlag, Ffm. 1984, ISBN 3-524-00264-1.